# Jörg

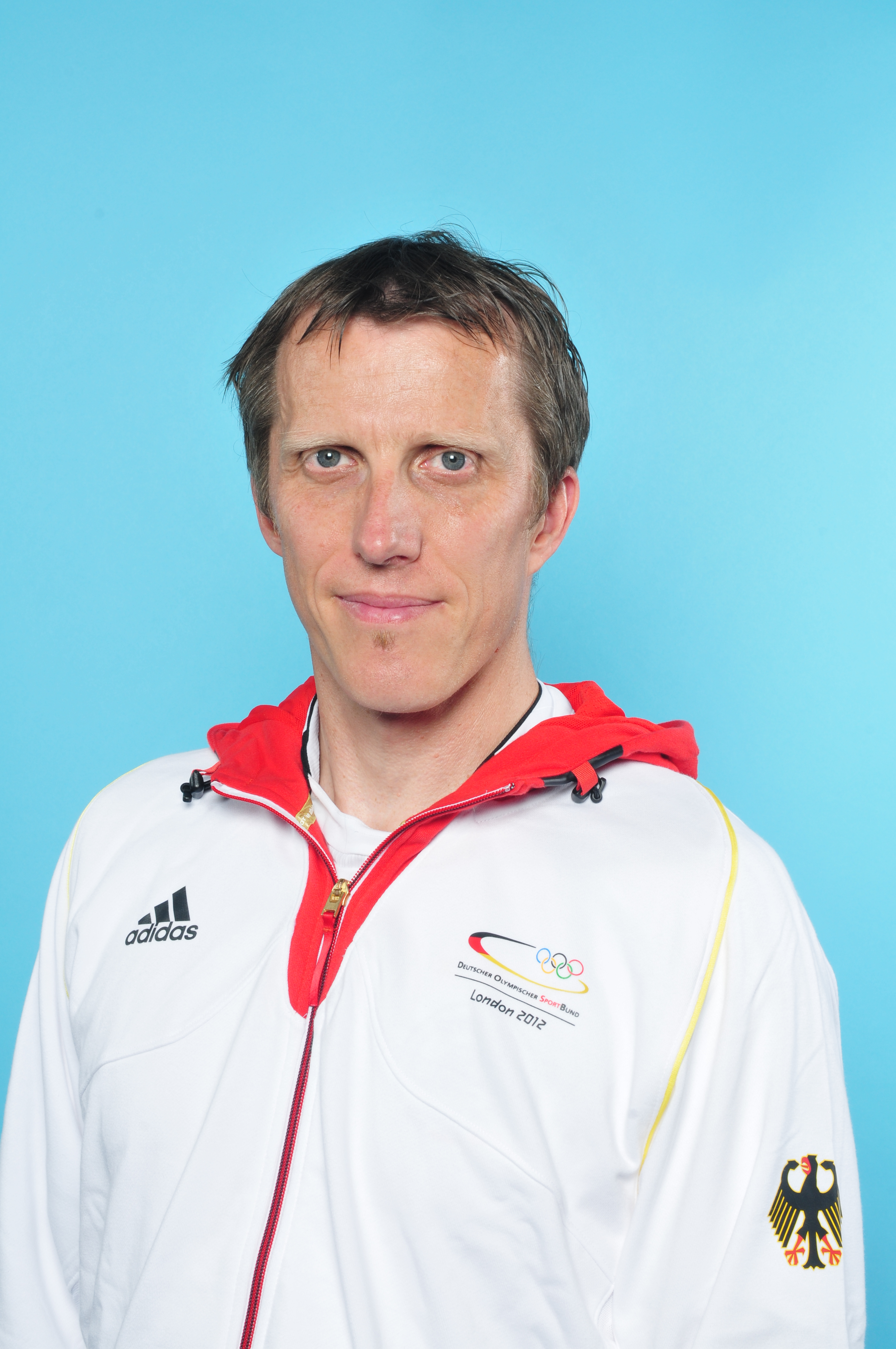
Jörg Rosskopf, 2012.

Jörg är ett tyskt mansnamn. Namnet är ett kortnamn för Georg.
I april 2025 fanns det 325 personer folkbokförda i Sverge med namnet.

## Personer med förnamnet
- Jörg Friedrich (född 1959), östtysk roddare
- Jörg Landvoigt (född 1951), östtysk roddare
- Jörg Rosskopf (född 1969), tysk bordtennisspelare
- Jörg Wunderlich (född 1939), tysk autodidakt araknolog